# Wolfgang Beuschel
Wolfgang Beuschel (* 27. Mai 1954 in Nürnberg) ist ein deutscher Schauspieler, Regisseur und Dozent an der Zürcher Hochschule für Angewandte Wissenschaften.

## Leben
Wolfgang Beuschel studierte Schulmusik und Germanistik an der Staatlichen Hochschule für Musik Heidelberg-Mannheim und der Universität Heidelberg. Seine Tätigkeit als Schauspieler begann 1985 am Stadttheater Pforzheim. Im Anschluss folgten Engagements in Aachen, Basel, Konstanz, Luzern, an der Oper in Zürich und dem Deutschen Schauspielhaus in Hamburg. Seit 2003 ist er Bereichsleiter Kulturschaffende im Kulturmarkt in Zürich, einem Qualifizierungs- und Weiterbildungsprojekt für stellensuchende Künstler. Zudem ist er Konzeptor und Realisator für Projekte in der Weiterbildung zu den Themen Kommunikation, darstellende Kunst und Neue Medien.

## Auftritte (Auswahl)
Wolfgang Beuschels Interesse gilt „Wort und Ton“-Programmen, insbesondere der Erarbeitung von Konzertmelodramen. Als Rezitator trat er in den 2010er Jahren an Liederabenden mit Ruth Ziesak, Regina Jakobi, Hanno Müller-Brachmann, Martin Bruss, Christian Hilz, Ulrike Andersen und den Pianisten Simone Keller, Katja Bouscarrut, Peter Bordfeldt, Ulrich Eisenlohr und Walter Prossnitz auf.
Als Schauspieler spielte er in Michael Klettes Aachener Shakespearezyklus den Polonius in „Hamlet“ und den Ringer Charles in „Wie es euch gefällt“, bei Markus Bothe den Puk im „Sommernachtstraum“, bei Swetlana Schönfeld den Shlomo Herzl in „Mein Kampf“. In Zürich war er in den 1990er Jahren Albrecht Hirches Woyzeck.
Außerdem hat er den Amadeus von Peter Shaffer, Ella von Achternbusch und den Kontrabass von Patrick Süskind gespielt und in Hamburg am Schauspielhaus Basta in Tintenherz von Cornelia Funke. Am Opernhaus Zürich spielte er den Komponisten Schubert in Claus Guths „Fierrabras“-Inszenierung. Er hat mit der Pianistin Simone Keller das Schubertprojekt „Fremd bin ich eingezogen“, "Kleist in Thun"- eine Kleistlesung, "Mendelssohns Reisen" und einen Heine Abend "Nordsee", im Programm.

## Regiearbeiten
- „Robinson Crusoe“ und „Leonce und Lena“ für das junge Theater Basel,
- „Diener zweier Herrn“ fürs Schlosstheater Celle,
- „Die siebte Nacht“ fürs Vaudeville Theater Zürich,
- „Kikerikiste“ und „Linie 1“ für das Stadttheater St. Gallen,
- „Den Barbier für junge Leute“ für den Migrosgenossenschaftsbund Zürich
- „Messias“ fürs Theater Aachen.
- „Wählen Sie“ für Kuckuck und Swissandfamous Produktions.
- „Herr Rorschach“ Uraufführung von Iris Blum/Severin Perrig - Psychiatrie Herisau.
- Szenische Chorprojekte: „Mr.Sandmann“ mit dem Jungen Kammerchor Tritonus.
- „Puisque tout passe“ und "Auprés de ma Blonde" mit dem Atelier Voix d’Alsace.

Mit den „theatermachern“ im Kulturmarkt in Zürich inszenierte er 2004 „Top Dogs“ von Urs Widmer, 2005 „Dirty Dishes“ von Nick Whitby und 2006 „Das Spiel vom Macbeth“ nach William Shakespeare, in der ersten deutschen Übersetzung von Christoph Martin Wieland. Für das Schweizer Neue Musik-Duo UMS ’n JIP inszenierte er insgesamt 9 Musiktheater, darunter die Kammeropern „Sancho“ und „A Christmas Carol“. Bei EMI Classics ist Wolfgang Beuschel auf DVD als Schubert in Schuberts Fierrabras zu sehen (Regie Claus Guth, Opernhaus Zürich) und Coautor des Chorbuches „Chorissimo“ mit einem Schwerpunkt szenische Arbeit mit Chören, erschienen beim Carus Verlag.